# 杜切尔人
杜切尔人（俄语：дючеры / дучеры），是俄罗斯对黑龙江、结雅河与烏苏里江一帶通古斯人的称呼。他们与满族及赫哲族有关系。

## 杜切尔人的生活
根据俄罗斯的探險家报告，在1650年黑龙江地区的杜切尔人有14000人，他们与达斡尔族也是定居民族，养牛、马与豬，种粮食与捕鱼。俄国哥萨克说他们的村落有六十戶，清代瑷珲城是杜切尔人城市。
在1650年开始俄国向他们勒索毛皮税、穀物与牲口，直到1654年清廷安置他们到牡丹江与松花江流域。在1656年哥萨克奥努弗里·斯捷潘诺夫来到时他们已不住在原地。

## 谁是杜切尔人
俄国有人说他们是女真人，苏联大百科全书说烏尔奇人是他们后人。